# Sainte-Ramée

Sainte-Ramée este o comună în departamentul Charente-Maritime, Franța. În 1 ianuarie 2022 avea o populație de 114 de locuitori.